# Horváth Péter (labdarúgó, 1943)
Horváth Péter (Újpest, 1943. augusztus 14. –) labdarúgó, edző, közéleti személyiség, a Dorogi FC Örökös Tagja.

## Pályafutása

### Labdarúgóként
1956-ban Rákospalotán, a Testvériség SE-ben lett igazolt játékos. 1961 és 1963 között a Bp. Előre NB II-es csapatában játszott, majd 1964-ben került Dorogra, ahol a Csepel SC elleni idegenbeli mérkőzésen mutatkozott be még abban az évben, amelyet szoros csatában, de 3–2-re elveszítettek. Ebben az évben a klasszikus értelemben emlegetett "Nagy Dorog" még majdnem egészében együtt volt. Csapattársai közül egy sor klasszis labdarúgó, mint Ilku István, Prohászka János, Lakat Jenő, Szűcs Lajos, Karába János, Szuromi Antal, Monostori Tivadar, Fellegi István és mások, szinte a teljes Dorogi Aranycsapat és a vezetőedző Buzánszky Jenő is. Szóhoz jutott a Magyar Kupa mérkőzésen is, ahol a dorogiak a negyeddöntőig jutottak és a bajnoki címvédő Győri ETO otthonában veszítettek 1:0-ra, amely a kiesésükhöz vezetett. 1965-ben pályára lépett és kiválóan játszott a Vasas elleni sporttörténelmi meccsen, ahol a Dorog 1:0-ra nyert. A sporttörténelmi jelzőt pedig annak köszönhette a találkozó, hogy ez volt az első élő televíziós közvetítés Dorogról.
A következő évben alaposan megváltozott a csapat összetétele, mivel több, mint egy csapatra való játékos esett ki átigazolás, vagy éppen az aktív játékból való visszavonulás miatt. A csapat ezt nem bírta el és osztályozóra kényszerült az 1966-os évad végén. A három ellenféllel (Haladás, Ózd és a Komló) szemben 50%-os teljesítmény nem volt elegendő a bennmaradáshoz, így három évnyi első osztályú szereplése után (a csapatnak pedig 19 évad után) az NB. I/B-be kellett folytatnia. Még az sem jelentett vigaszt számára, hogy az utolsó NB. I-es mérkőzésen gólt szerzett Pécset. Az újabb év pályafutása mélypontja volt, mivel a csapattal óriási meglepetésre az NB. I/B-ből is kiestek. Ezt követően Varga János vette át a csapat irányítását.
Az újra formálódott együttesben fontos pillér volt és meghatározó szerepet kapott. Két egymást követő évben bronzérmes lett, majd az egyre erősödő csapat 1971-ben bajnok lett, 1973-ban pedig újra feljutottak az NB. I-be. A nyitó fordulóban a legendássá vált Ferencváros elleni találkozón is játszott. A mérkőzést közvetítő Szepesi György az összeállítások ismertetése során vele és még három csapattársával (Bartalos József, Tóth Gyula és Virág Pál) kapcsolatban jegyezte meg, hogy ők maradtak hírmondónak a 7 évvel korábbi első osztályú csapatból. Egy év elteltével azonban újra búcsúzni kényszerült az élvonalból. Még egy évet játszott az NB. I/B-ben, majd 1975-ben befejezte az aktív játékot, így már nem élhette meg közvetlenül a következő évben történő NB. I-be jutást. A Szeged elleni 1:1-es mérkőzésen búcsúzott.

### Edzőként
Az aktív játékot követően edzői képesítést szerzett és hosszú időn keresztül a dorogi utánpótlás csapatokat, elsősorban a serdülő és az előkészítő korosztályt vezette. Kiválóan értett a fiatalok nyelvén és nagy kedvenc és példakép lett tanítványai körében.

## Sikerei, díjai
Valamennyi nevezetes sikerét labdarúgóként érte el.
- NB II[1]
  - bajnok: 1971
  - 2.: 1973
  - 3.: 1968, 1969

## Érdekesség
Pályára lépett a Ferencváros - Dorog NB. I-es mérkőzésen a Népstadionban, 1974. május 5-én, amely mindkét csapat számára sporttörténeti érdekességgel bír. A Fradinak ez volt az utolsó meccse az újjávarázsolt Üllői úti stadion megnyitóját megelőzően, ugyanis a felújítási munkálatok ideje alatt a zöld-fehérek a Népstadionban játszották le a hazai mérkőzéseiket. Dorogi szempontból pedig ekkor játszott utoljára a dorogi csapat az ország legnagyobb futballarénájában.

## Egyéb tevékenységei
A sport mellett a Dorogi Szénbányák dolgozója volt. Idővel a város közéletében is munkálkodott, valamint a Dorogi Szénmedence Sportjáért Közalapítvány elnökségi, illetve az ellenőrző bizottság tagja volt 1998 és 2006 között, majd a 2010-es választásokat követve újra tagja lett. Jelenleg az ellenőrző bizottság elnöke.